# Casa del Corregidor

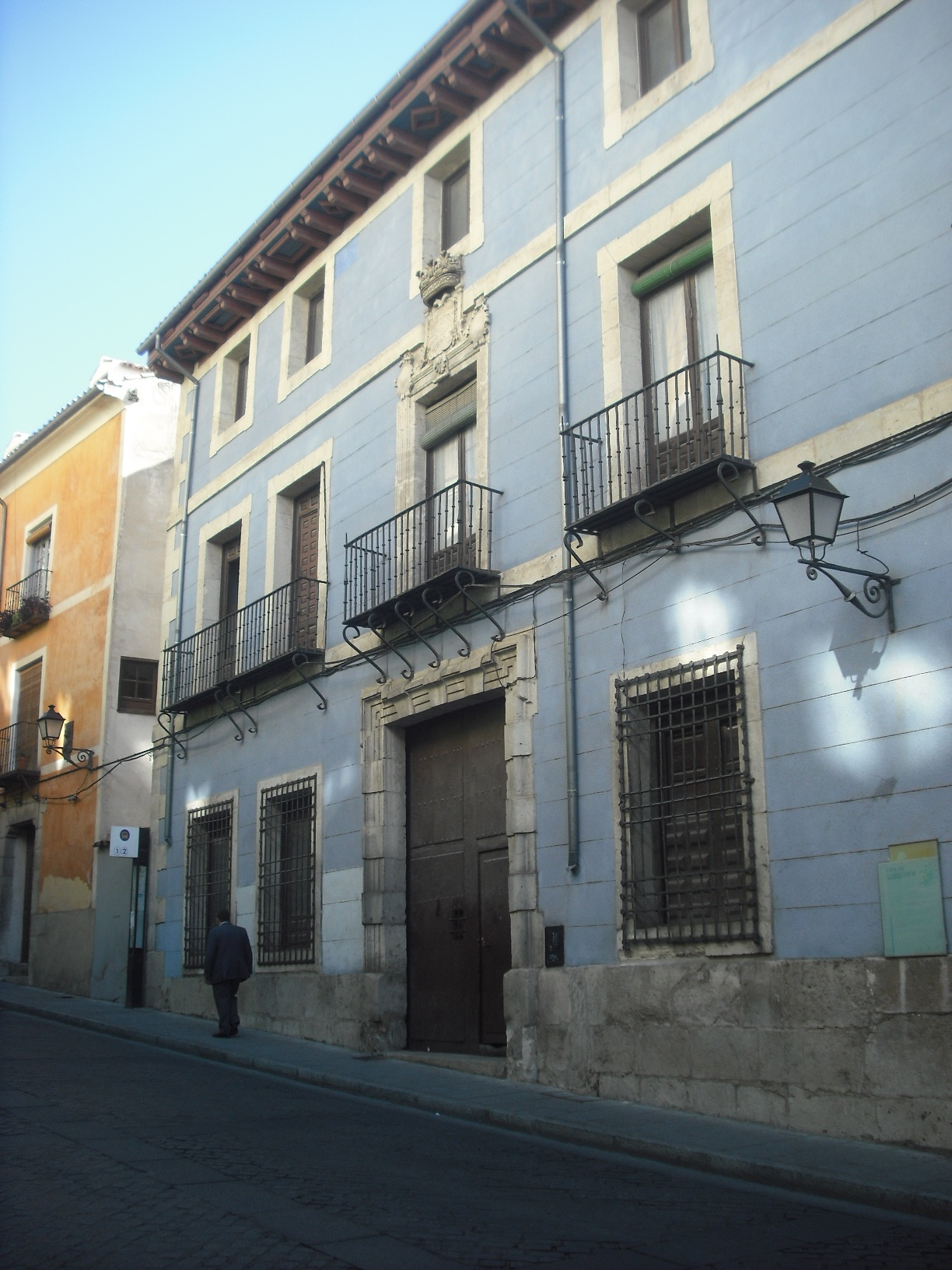
La casa del corregidor en la calle Alfonso VIII de Cuenca.

A principios del siglo XVI, la residencia o casa del corregidor estaba situada en el barrio del Alcázar de Cuenca (España), en una casa que también servía como cárcel. Pronto, sin embargo, se abandonaría este lugar, pues, en torno a 1541, los señores del Concejo acordaron construir una nueva cárcel, ya que consideraban que era muy necesaria para el buen gobierno de la ciudad. El edificio se levantó en la calle de la Correría.
En relación con esta obra aparecen, a lo largo del siglo XVI, los nombres de los maestros de cantería Sebastián de Amani, Francisco Vélez, Francisco de Calahorra, Juanes de Mendizábal el Mozo (que en 1561 labró la portada) y Martín de Mendizábal el Viejo (el cual, en 1570, enlosó el patio). Asimismo, el maestro de carpintería Cebrián de León el Viejo intervino de forma muy activa en su ejecución, pues incluso hizo unas trazas del edificio.
Esta cárcel real fue demolida a mediadas del siglo XVIII, y en el solar que aquella ocupaba se erigió el edificio que hoy subsiste.

## Descripción
José Martín diseño un edificio de tres plantas en la fachada principal, que se convierten en siete en la posterior, separadas por cornisas. En los ángulos dispone cadenas de sillares fingidos. Los huecos están armónicamente distribuidos, aunque en el lado izquierdo fue necesario acercarlos; su número, cinco por planta, permite que haya un claro eje central, configurado por la portada; en el balcón campea el escudo de España, que irrumpe en el piso alto hasta el alféizar de la ventana. El predominio del eje central queda resaltado aún más por la ornamentación de los huecos, frente al tratamiento plano que se da al resto y por el mayor vuelo de la cerrajería del balcón, apoyado sobre jabalcones.
Tiene un amplio zaguán, con dos pilares, del que arrancan dos escaleras: Una, pequeña y estrecha, nos conduce a los sótanos, que es donde estuvo instalada la cárcel, y otra, que tiene cierta prestancia, nos lleva a la que fue vivienda del Corregidor.